# Arestorides argus
Espèce
Synonymes
- Cypraea argus Linnaeus, 1758

Répartition géographique
La Porcelaine argus (Arestorides argus) est une espèce de mollusque gastéropode de la famille des Cypraeidae. C'est un coquillage assez rare.

## Description et caractéristiques
- Répartition : de l'Est de l'Afrique aux îles Fidji.
- Taille : 5 à 11 cm.

C'est un coquillage parsemé de nombreux "yeux" comme le géant aux cents yeux de la mythologie grec Argos (Argus en latin) d'où son nom.

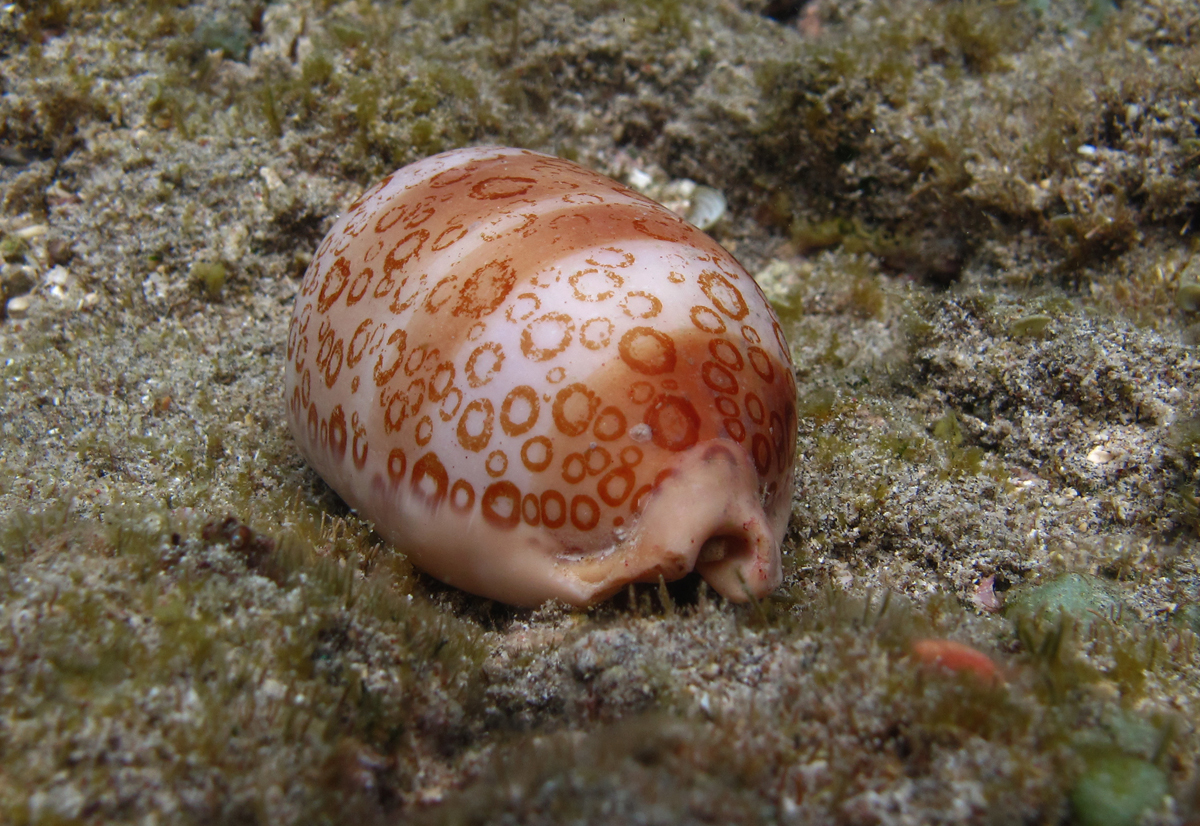
In situ à la Réunion.
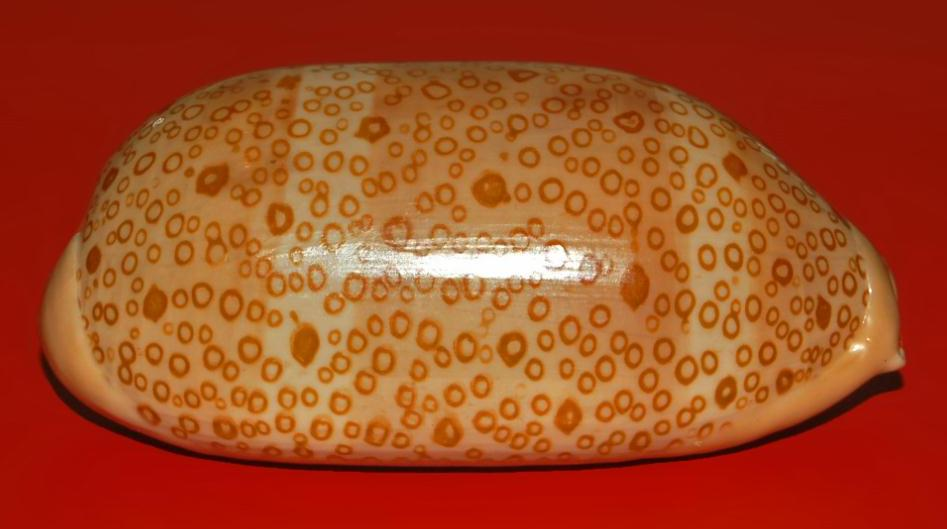
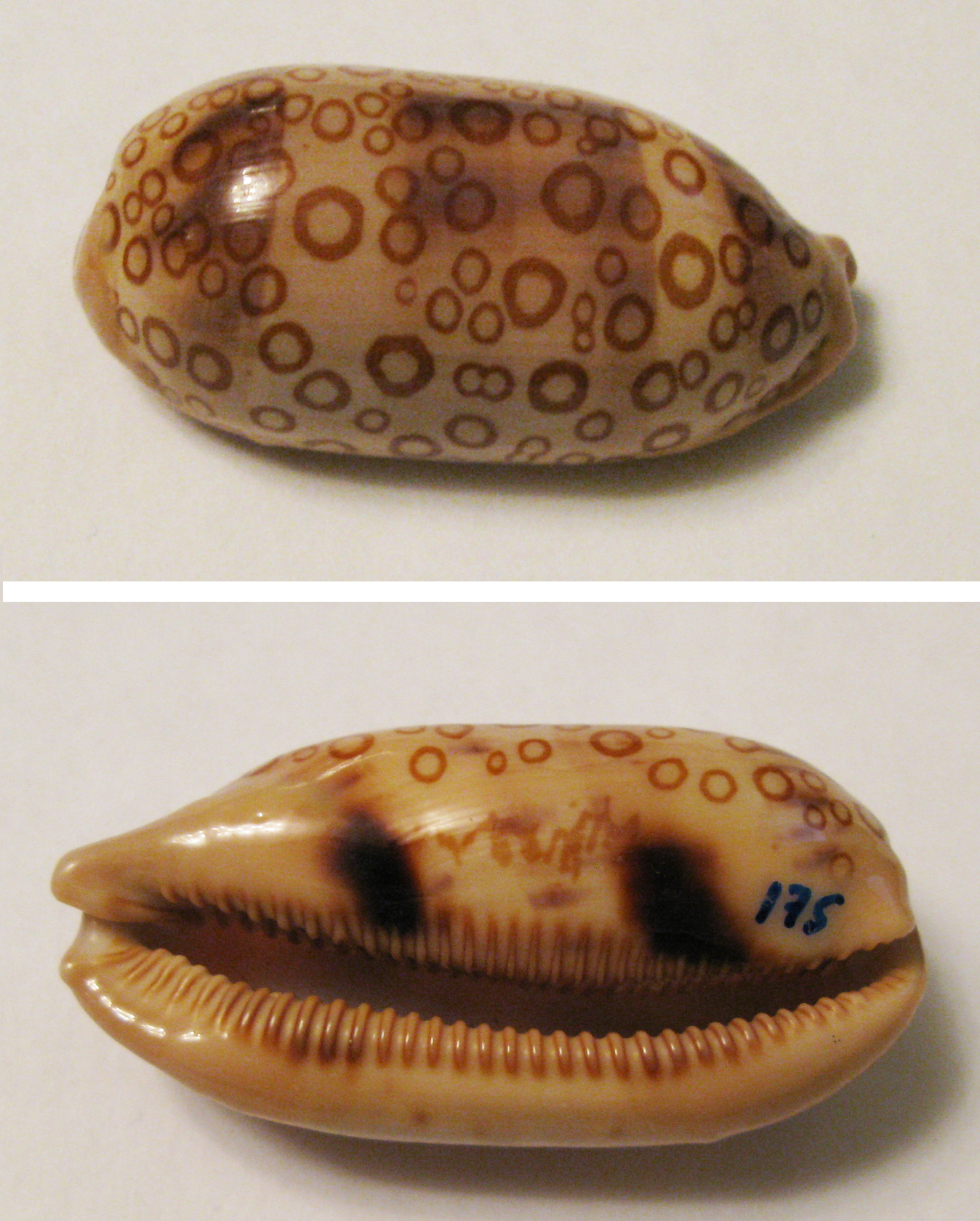
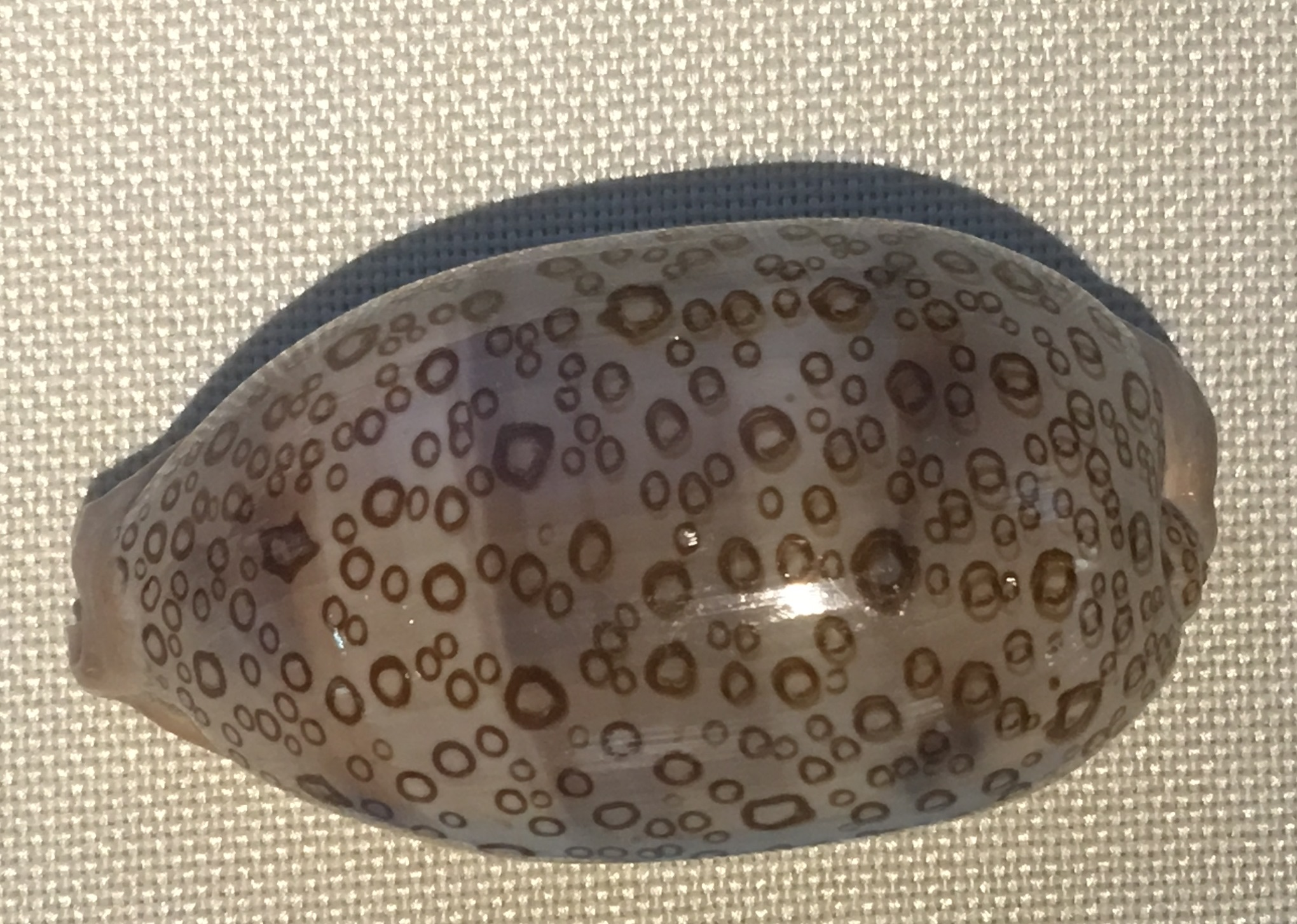

## Sous-espèces
Selon World Register of Marine Species (29 octobre 2014) :
- sous-espèce Arestorides argus argus (Linnaeus, 1758)
- sous-espèce Arestorides argus contracasta Lorenz, 2012
- sous-espèce Arestorides argus contrastriata (Perry, 1811)

## Philatélie
Ce coquillage figure sur une émission de la poste aérienne de la Nouvelle-Calédonie de 1970 (valeur faciale : 21 F) sous le libellé « Porcelaine argus (Cypraea argus L.) »